# Microserica beccarii
Microserica beccarii är en skalbaggsart som beskrevs av Ahrens 2003. Microserica beccarii ingår i släktet Microserica och familjen Melolonthidae. Inga underarter finns listade i Catalogue of Life.